# Дубки (Печорский район)
Дубки — деревня в Печорском районе Псковской области России. 
Находится на берегу Псковского озера. Входит в состав Круппской волости (до 2015 года — Кулейской волости, до 1995 года — Кулейского сельсовета).

## География
Территория деревни с окрестностью по суше окружена территорией Эстонии и является полуэксклавом. Сообщение с российской территорией возможно только по Псковскому озеру. Местность относится к исторической области Сетумаа.

## Население
| 2001 | 2002 | 2010 |
| ---- | ---- | ---- |
| 6    | →6   | ↘0   |

## Галерея
- Карта Печорского района (Дубки в верхней части)

## Топографические карты
- Лист карты O-35-XVI Пылва. Масштаб: 1 : 200 000. Издание 1980 г.